# Stanisław Pabis

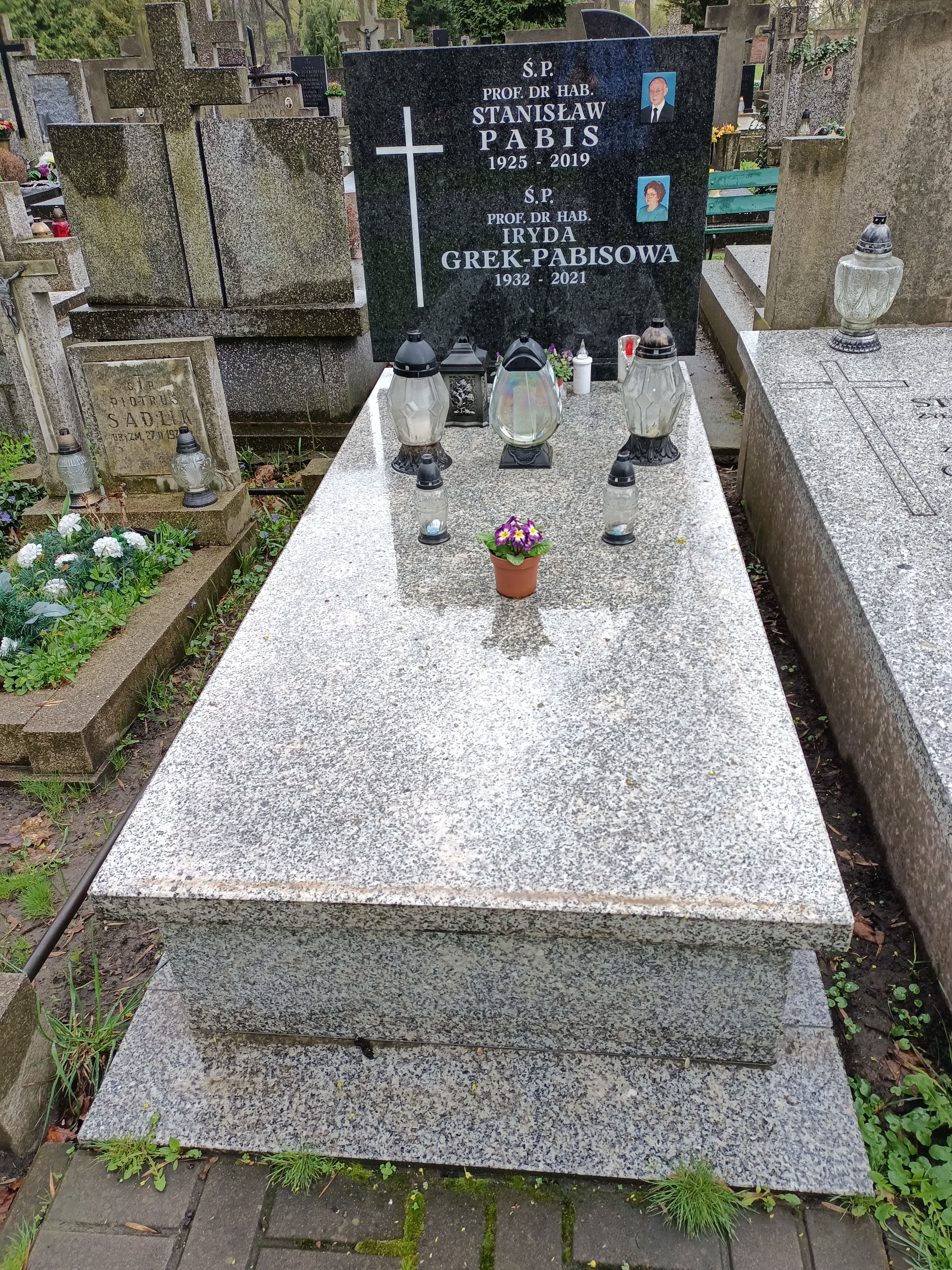
Grób Stanisława Pabisa i Irydy Grek-Pabis na cmentarzu prawosławnym na Woli.

Stanisław Pabis (ur. 23 kwietnia 1925 w Krośnie zm. 13 września 2019) – polski specjalista w zakresie inżynierii rolniczej, prof. dr hab.

## Życiorys
W 1952 ukończył studia na Politechnice Gdańskiej. W latach 1952–1980 pracował w Instytucie Budownictwa, Mechanizacji i Elektryfikacji
Rolnictwa w Warszawie. W 1960 obronił na Wydziale Mechanicznym Politechniki Warszawskiej pracę doktorską, stopień doktora habilitowanego otrzymał w 1966 w Wyższej Szkole Rolniczej w Lublinie. W 1971 nadano mu tytuł profesora nadzwyczajnego w zakresie nauk technicznych. W latach 1977–1995 był pracownikiem Szkoły Głównej Gospodarstwa Wiejskiego, gdzie m.in. w latach 1981-1987 był dziekanem Wydziału Techniki Rolniczej i Leśnej, w latach 1977-1981 zastępca dyrektora Instytutu Mechanizacji Rolnictwa, w latach 1980-1994 kierownikiem Katedry Inżynierii Procesów Rolniczych. W latach 1981–1995 pracował także w Zakładzie Energetyki Rolniczej na Wydziale Techniki i Energetyki Rolnictwa Akademii Rolniczej im. Hugona Kołłątaja w Krakowie. W 1995 przeszedł na emeryturę.
Otrzymał doktorat honoris causa Akademii Rolniczej im. Hugona Kołłątaja w Krakowie (1993).
Był wiceprezesem Polskiego Towarzystwa Inżynierii Rolniczej oraz członkiem honorowym prezydium Komitetu Techniki Rolniczej Polskiej Akademii Nauk.
Zmarł 13 września 2019.

## Odznaczenia
- Medal Komisji Edukacji Narodowej[1]
- Odznaka Honorowa „Za Zasługi dla SGGW”[1]
- Srebrny Krzyż Zasługi[1]
- Krzyż Kawalerski Orderu Odrodzenia Polski[1]